# Mike Hough (Eishockeyspieler)
Michael Lloyd „Mike“ Hough (* 6. Februar 1963 in Montreal, Québec) ist ein ehemaliger kanadischer Eishockeyspieler, der im Verlauf seiner aktiven Karriere zwischen 1979 und 1999 unter anderem 751 Spiele für die Nordiques de Québec, Florida Panthers und New York Islanders in der National Hockey League auf der Position des linken Flügelstürmers bestritten hat. In der Saison 1991/92 war er der neunte Mannschaftskapitän in der Franchise-Geschichte der Nordiques de Québec.

## Karriere
Hough verbrachte zwischen 1978 und 1983 eine bewegte Juniorenzeit, die ihn von den Mississauga Reps zunächst im Sommer 1979 zu den Toronto Marlboros in die Ontario Major Junior Hockey League (OMJHL) führte. Trotz 70 Scorerpunkten in diesem Jahr wechselte der Stürmer nach nur einem Jahr in die darunter angesiedelte Ontario Provincial Junior A Hockey League (OPJHL) zu den Dixie Beehives. Er blieb im Sommer 1981 im NHL Entry Draft 1981 unbeachtet und wechselte erneut das Team. Hough kehrte in die nun in Ontario Hockey League (OHL) umbenannte Liga zurück und lief dort für die Kitchener Rangers, in deren Reihen auch Brian Bellows, Al MacInnis und Scott Stevens spielten, auf. Mit den Rangers gewann er am Ende der Saison 1981/82 das Double aus dem J. Ross Robertson Cup der OHL und dem Memorial Cup des Dachverbandes Canadian Hockey League (CHL). Im NHL Entry Draft 1982 wurde er schließlich in der neunten Runde an 181. Stelle von den Nordiques de Québec aus der National Hockey League (NHL) ausgewählt.
Nach einer weiteren Spielzeit bei den Kitchener Rangers wechselte der 20-Jährige im Sommer 1983 in den Profibereich. Dort verbrachte der Flügelstürmer die ersten drei Jahre – mit der Ausnahme von zwei Einsätzen für die Nordiques in den Stanley-Cup-Playoffs 1985 – ausschließlich beim Farmteam Fredericton Express in der American Hockey League (AHL). Trotz solider Punktausbeuten in der AHL gelang es Hough nur langsam sich ab der Saison 1986/87 im Kader Québecs und damit in der NHL zu etablieren. Bis in die Spielzeit 1988/89 – dann beim neuen Kooperationspartner Halifax Citadels – hinein hatte der Angreifer auch immer wieder signifikante Einsatzzeiten in der AHL. Erst ab dem Spieljahr 1989/90 stand Hough in seinem siebten Jahr als Profi dauerhaft im Kader der Franko-Kanadier. In der Folge steigerte er seine Punktausbeute kontinuierlich und erreichte in der Saison 1991/92 mit 38 Scorerpunkten einen persönlichen Bestwert. In dieser Spielzeit fungierte er zudem als der neunte Mannschaftskapitän in der Franchise-Geschichte der Nordiques de Québec.
Im Juni 1993 endete Houghs Zeit in der Organisation der Nordiques nach zehn Jahren, als er im Vorfeld des NHL Expansion Draft 1993 im Tausch für Reggie Savage und Paul MacDermid zu den Washington Capitals transferiert wurde. Hough verblieb allerdings nur sechs Tage beim Franchise aus der US-amerikanischen Landeshauptstadt, da er im Expansion Draft selbst von den neu gegründeten Florida Panthers ausgewählt wurde. Dort half er in den folgenden vier Jahren das Team in der Liga zu etablieren. In den Stanley-Cup-Playoffs 1996 erreichte er mit der Mannschaft die Finalspiele um den Stanley Cup. Im Sommer 1997 verließ der Offensivspieler die Panthers und schloss sich als Free Agent den New York Islanders an. Dort war er bis zum Jahresende 1998, neben einigen Einsätzen für das Farmteam Utah Grizzlies in der International Hockey League (IHL), tätig. Durch ein Leihgeschäft ließ er die Saison 1998/99 bei den Lowell Lock Monsters in der AHL ausklingen, ehe er seine Karriere im Alter von 36 Jahren für beendet erklärte.

## Erfolge und Auszeichnungen
- 1982 J.-Ross-Robertson-Cup-Gewinn mit den Kitchener Rangers
- 1982 Memorial-Cup-Gewinn mit den Kitchener Rangers

## Karrierestatistik
(Legende zur Spielerstatistik: Sp oder GP = absolvierte Spiele; T oder G = erzielte Tore; V oder A = erzielte Assists; Pkt oder Pts = erzielte Scorerpunkte; SM oder PIM = erhaltene Strafminuten; +/− = Plus/Minus-Bilanz; PP = erzielte Überzahltore; SH = erzielte Unterzahltore; GW = erzielte Siegtore; 1 Play-downs/Relegation; Kursiv: Statistik nicht vollständig)